# Панченко, Игорь Владимирович
Игорь Владимирович Панченко (18 мая 1963, Алексин, Тульская область, РСФСР, СССР — 26 июля 2023) — российский политик, представитель от законодательного (представительного) органа государственной власти Тульской области в Совете Федерации ФС РФ, член Комитета Совета Федерации по экономической политике.
Из-за вторжения России на Украину, находился под международными санкциями стран Евросоюза, США, Канады и других стран.

## Биография
Игорь Панченко родился 18 мая 1963 года в городе Алексин, Тульская область. В 1985 году окончил Тульский Государственный Университет, по специальности инженер-механик. Позднее успешно защитил диссертацию на соискание учёной степени кандидата технических наук.
С 1985 года Панченко прошёл трудовой путь от инженера-технолога до заместителя начальника технического отдела Алексинского завода «Тяжпромарматура».
С 1993 года работал заместителем начальника технологического управления. Позднее занимал пост заместителя технического директора по производству.
В 2000 году назначен на должность генерального директора ОАО «Тяжпромарматура».
В 2004 году одержал победу на выборах депутатов в тульскую областную Думу. В региональном парламенте занимал пост Председателя комитета по бюджету и финансам.
В 2009 году вновь избрался депутатом Тульской областной Думы. Назначен на должность Председателя регионального парламента.
Тульской областной Думой 30 сентября 2014 года Игорь Панченко делегирован в Совет Федерации. Входил в Комитет по экономической политике.
Умер 26 июля 2023 года в возрасте 60 лет после длительной болезни. Похоронен в селе Солопенки Алексинского района рядом со своими родственниками.

## Санкции
16 декабря 2022 года, на фоне вторжения России на Украину, включён в санкционный список Евросоюза, так как «поддерживал и реализовывал действия и политику, которые подрывают территориальную целостность, суверенитет и независимость Украины и еще больше дестабилизируют Украину».
30 сентября 2022 года внесён санкционный список Соединённых Штатов Америки «за аннексию Путиным регионов Украины» и одобрения закона о фейках. Государственный департамент отмечает что сенаторы  «проголосовали за одобрение просьбы Путина о вводе войск в Украину, что послужило неоправданным предлогом для полномасштабного вторжения России в Украину».
По аналогичным причинам также находится в санкционных списках Канады, Швейцарии, Украины и Новой Зеландии.

## Награды
За заслуги перед государством и многолетний добросовестный труд Игорь Владимирович удостоен:
- Почетного звания «Заслуженный машиностроитель РФ» (2006);

Награжден:
- Орденом Почёта (2012);
- Золотой медалью «За вклад в наследие народов России»;
- Орденом РПЦ Святого Благоверного князя Даниила Московского III степени;
- Медалью «100 лет профсоюзам России».

Почетный Академик Международной Академии качества и маркетинга.
Лауреат премии Правительства РФ в области науки и техники, лауреат премии имени Б. С. Стечкина.